# Миколай Зебжидовський
Миколай Зебжидовський (пол. Mikołaj Zebrzydowski, 1553, Краків — 17 червня 1620, Краків) — польський шляхтич, військовик, державний діяч Речі Посполитої, магнат. В 1596 — 1620 рр. — снятинський староста. Ініціатор, головний керівник рокошу Зебжидовського — заколоту польської шляхти, переважно некатоликів, піднятого проти короля Сиґізмунда III Вази в 1606 р.

## Життєпис

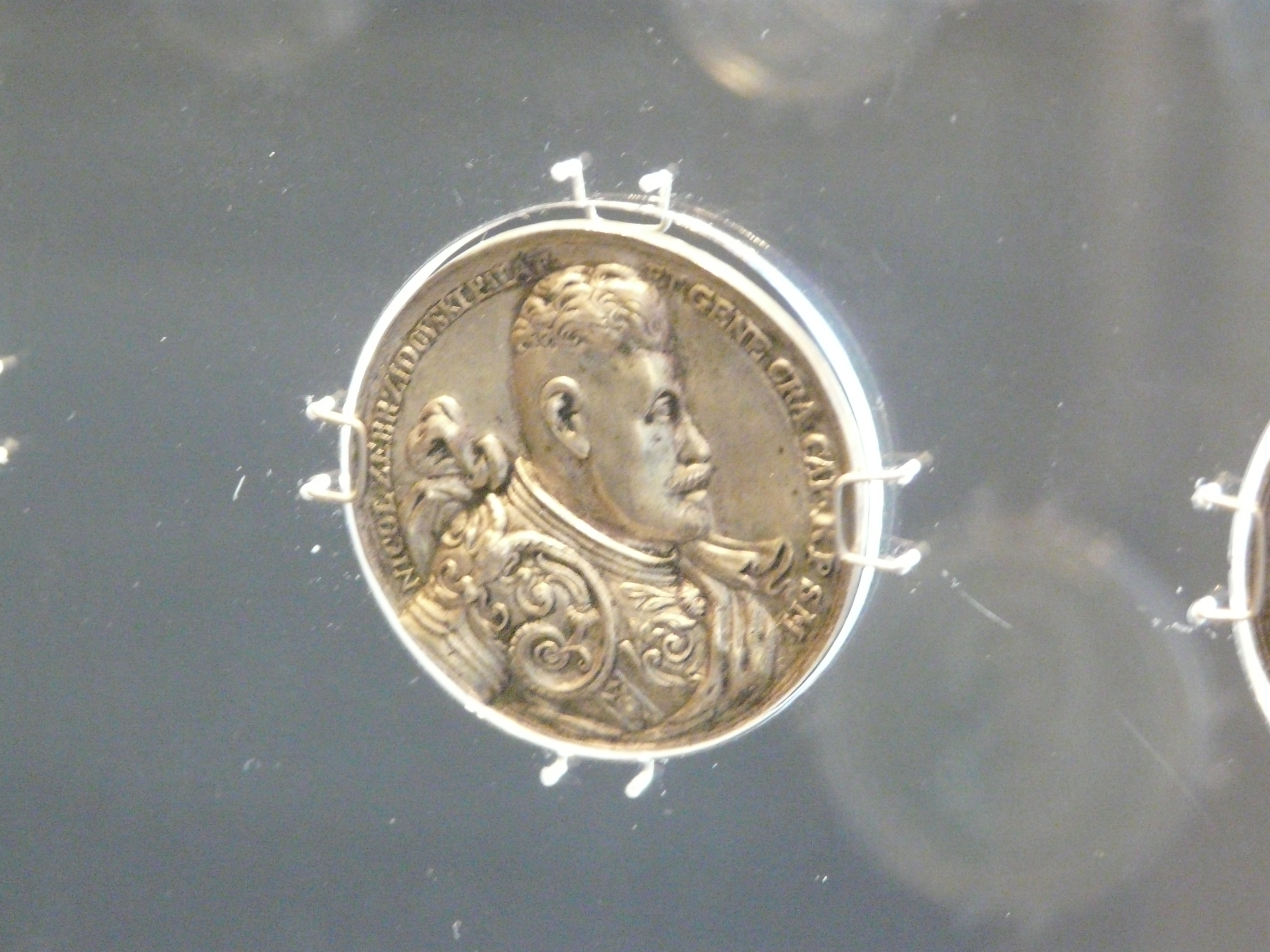

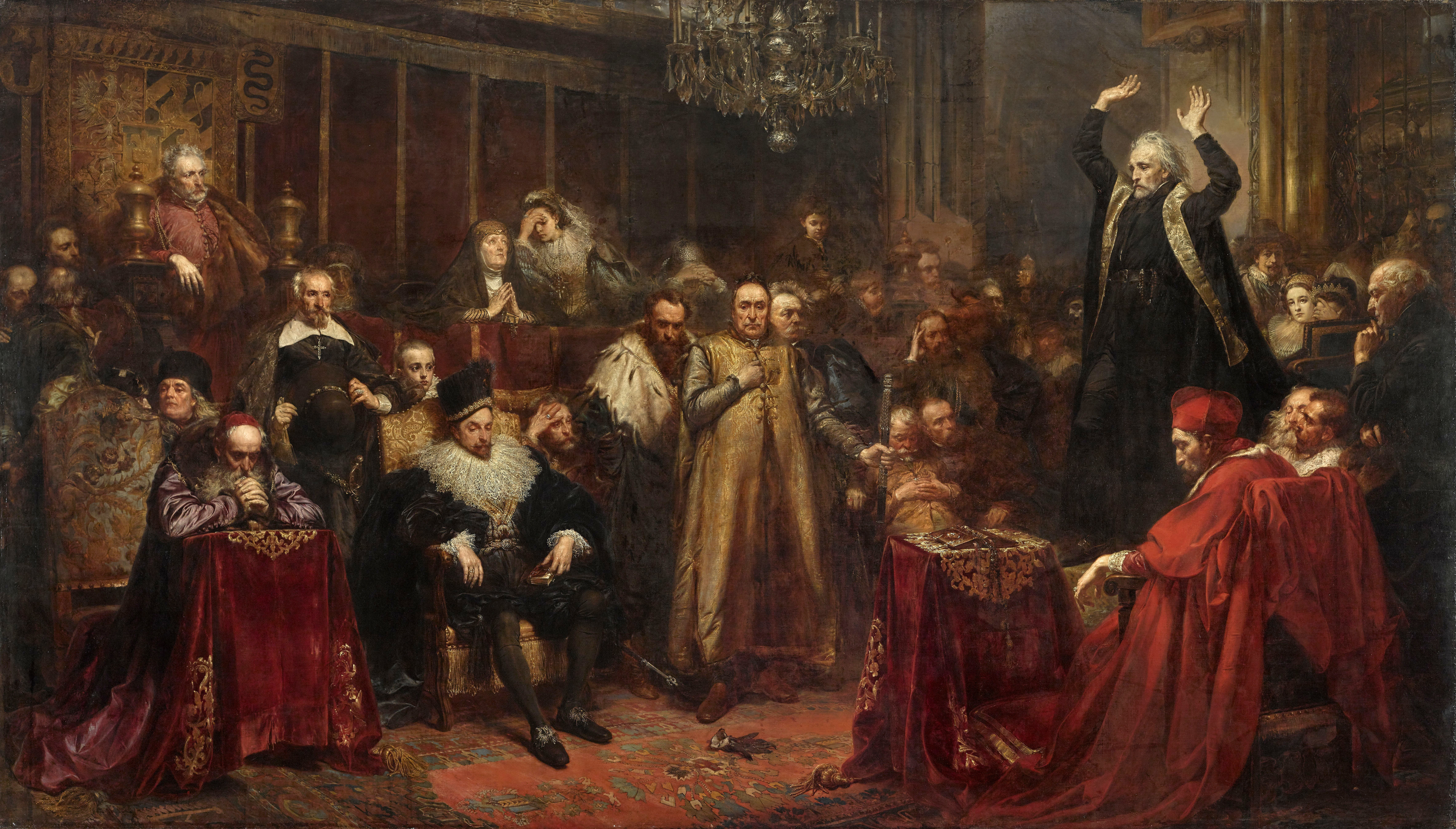
Миколай Зебжидовський на картині Яна Матейка «Проповідь Скарґи»

Представник польського шляхетського роду Зебжидовських гербу Радван. Єдиний син польного гетьмана коронного Флоріана Зебжидовського (помер 1562 р.). Швагро львівського хорунжого Яна Гербурта.
З 1560 по 1569 роки навчався в першій в Речі Посполитій єзуїтській колегії (Collegium Hosianum в Браунсберзі (нині Бранево) під керівництвом Станіслава Гозія, отримавши хороше знання латини, глибоку релігійність.
Брав участь разом з королем Стефаном Баторієм в битвах біля Данциґу 1576 р., з московськими військами в ході Лівонської війни 1577 року, брав участь у битвах під Полоцьком, облозі Пскова. В 1580 році в чині ротмістра брав участь в облозі Великих Лук.
Під час воєн з Москвою став політичним прихильником великого канцлера Яна Замойського.
У 1585 році був призначений старостою генеральним краківським, оселився на Вавелі. 1589 р. М.Зебжидовський — воєвода люблінський (до 1601 року), потім — воєвода краківський (1601—1620 роки). Також був старостою снятинським, болєславським — в Болєславці 1596 року був фундатором парафіяльного костелу, — лянцкоронським.
З 1596 по 1601 — маршалок великий коронний Речі Посполитої.
В 1596—1620 рр. — снятинський староста. 
Перебуваючи під впливом політики канцлера і гетьмана Яна Замойського (пом. 1605), перебував в опозиції до короля Сигізмунда III з приводу зовнішньої політики Речі Посполитої і ряду питань внутрішньої політики. Після смерті Я. Замойського очолив опозицію як магнат, який користувався серед шляхти великою популярністю.
Приводом до виникнення заколоту послужила приватна суперечка з королем, в результаті якої М. Зебжидовського було засуджено до смертної кари (пізніше була замінена вигнанням).
Рокош Зебжидовського тривав з 1606 по 1609 р. Керівниками повстання, крім М. Зебжидовського, були Ян Щасний Гербурт, Станіслав Стадницький, чашник Литви Януш Радзивілл. Повстанці зазнали поразки від короля та його прихильників в битві під Ґузовим 1607 року. Курс на зміцнення самодержавної влади короля було припинено.
Після 1608 року відійшов від активного політичного життя, велику частину часу проводив в побудованому ним Бернардинському монастирі (названому пізніше Кальварія-Зебжидовська).
Помер після тримісячної хвороби 17 червня 1620 р. Був похований сином Яном — коронним мечником — у Кракові в каплиці Зебжидовських на Вавелі поруч із дружиною Доротою (дочкою Якуба Гербурта та Ельжбети Чурило).